# セントゴトハールド駅
セントゴトハールド駅（セントゴトハールドえき）はハンガリー国ヴァシュ県セントゴトハールド郡にある、ハンガリー国鉄21号線の駅である。

## 駅構造

### ホーム
2面3線の地上駅。駅舎側に片側ホーム1面、島式ホーム1面の2面からなる。片側ホームには2号線、島式ホームには3号線と5号線がある。他に、側線を4線持つ。
| 路線   | 方向   | 行先                                     | 備考       |
| ------ | ------ | ---------------------------------------- | ---------- |
| 65号線 | 東方向 | ソンバトヘイ、ショプロン、ブダペスト方面 | 特急、普通 |
| 65号線 | 西方向 | グラーツ方面                             | 快速、普通 |

### ダイヤ[1][2]
- ソンバトヘイ方面
ブダペスト行特急が、「ラーバ」号、「サヴァリア」号の一日2本が発車する。「ラーバ」号は主要駅にのみ停車するが、「サヴァリア」号はソンバトヘイまで各駅に停車する。
普通列車が、30分 - 2時間に1本発車し、ソンバトヘイ行またはショプロン行である。
- グラーツ方面
グラーツ行快速が、一日1本発車する。これは、ハンガリー国内では「ラーバ」号として運行しているブダペスト始発の列車である。
普通列車は、1時間 - 2時間に1本発車し、主にグラーツ行である。

## 隣の駅
ハンガリー国鉄
21号線
特急ラーバ号（オーストリアでは快速）
イェンナースドルフ駅 - セントゴトハールド駅 - ケルメンド駅
特急サヴァリア号
セントゴトハールド駅 - ハリシュ駅
普通
モーガースドルフ駅 - セントゴトハールド駅
普通
セントゴトハールド駅 - ハリシュ駅

## その他
ハンガリー最西端の駅で、オーストリアとの国境駅でもある。なお、オーストリアの首都ウィーンよりも西に位置している。